# Upplands runinskrifter 751
Upplands runinskrifter 751 är en runsten som står uppställd i Viggeby trädgård i Husby-Sjutolfts socken, 15 meter söder om huvudbyggnaden och fyra meter norr om den tidigare E18. Det är inte stenens ursprungliga plats. Runstenen är 2,10 meter hög och 1,50 meter bred.
Runstenen U 750 står rest åtta meter bort.
På 1600-talet ritar Johan Hadorph och P. Helgonius av stenen och antecknar då att den ligger på "Wigby gärde". År 1865 skriver Richard Dybeck följande om runstenen: "Ligger på sned å en stenig höjdsträcka på gärdet, några famnar öster om föregående (d.v.s. U 750). Ristningen är delvis utplånad ... En gammal tingsväg, efter hvilken ännu betydliga stenläggningar finnas, har strukit förbi stenarna". Dybeck angav att stenen fanns söder om Viggby (numera Viggeby). Inte långt efter detta flyttades både U 751 och U 750 till sin nuvarande plats.
Runstenen är inte signerad men har attribuerats till runmästaren Balle.

## Inskriften
Translitterering av runraden:
hulm(k)iʀ · auk · labus · auk · lafsi · þaiʀ · litu · raisa stain · at aib-rn · faþur sin koþan · ...t...
Normalisering till runsvenska:
Holmgæiʀʀ ok labus ok Lafsi þæiʀ letu ræisa stæin at Æib[io]rn, faður sinn goðan ...
Översättning till nusvenska:
Holmger och <labus> och Lafse de lät resa stenen efter Åsbjörn, sin gode fader ...